# Всі ми незнайомці
«Всі ми незнайомці» (англ. All of Us Strangers) — британський романтичний фантастичний фільм 2023 року, написаний та знятий Ендрю Гейґом за мотивами роману Тайчі Ямади «Незнайомці» 1987 року. Це друга повнометражна екранізація роману після японського фільму «Безтісні» (1988). Головні ролі зіграли Ендрю Скотт, Пол Мескаль, Джеймі Белл та Клер Фой.
Прем’єра відбулася на 50-му кінофестивалі у Тельюрайді 31 серпня 2023 року. Фільм вийшов у прокат 26 січня 2024 року у Великій Британії. Стрічка отримала позитивні відгуки та була названа однією з десяти найкращих незалежних фільмів 2023 року за версією Національної ради кінокритиків США та отримав шість номінацій на премію BAFTA.

## Синопсис
Сценарист Адам зустрічає загадкового сусіда Гаррі біля під'їзду свого напівпорожнього будинку в Лондоні. Нічна розмова поступово переходить до спогадів дитинства Адама. Повернувшись у спогадах до будинку своїх загиблих батьків, Адам раптово бачить їх такими, якими вони були 30 років тому.

## Актори
- Ендрю Скотт — Адам
  - Картер Джон Граут — молодий Адам
- Пол Мескаль — Гаррі
- Джеймі Белл — батько Адама
- Клер Фой — мати Адама
- Амі Тредреа — офіціантка